# Natació al Campionat del Món de natació de 2013
La competició de natació al Campionat del Món de natació de 2013 es realitzà entre els dies 28 de juliol i 4 d'agost de 2013 al Palau Sant Jordi (Barcelona) en una piscina olímpica construïda per l'ocasió.

## Calendari
| Data                 | Hora  | Prova                                        |
| -------------------- | ----- | -------------------------------------------- |
| 28 de juliol de 2013 | 10:00 | Preliminars 100 m. papallona (dones)         |
| 28 de juliol de 2013 | 10:00 | Preliminars 400 m. lliures (homes)           |
| 28 de juliol de 2013 | 10:00 | Preliminars 200 m. estils (dones)            |
| 28 de juliol de 2013 | 10:00 | Preliminars 50 m. papallona (homes)          |
| 28 de juliol de 2013 | 10:00 | Preliminars 400 m. lliures (dones)           |
| 28 de juliol de 2013 | 10:00 | Preliminars 100 m. braça (homes)             |
| 28 de juliol de 2013 | 10:00 | Preliminars relleus 4x100 m. lliures (dones) |
| 28 de juliol de 2013 | 10:00 | Preliminars relleus 4x100 m. lliures (homes) |
| 28 de juliol de 2013 | 18:00 | Seminfinals 100 m. papallona (dones)         |
| 28 de juliol de 2013 | 18:00 | Final 400 m. lliures (homes)                 |
| 28 de juliol de 2013 | 18:00 | Semifinals 200 m. estils (dones)             |
| 28 de juliol de 2013 | 18:00 | Semifinals 50 m. papallona (homes)           |
| 28 de juliol de 2013 | 18:00 | Final 400 m. lliures (dones)                 |
| 28 de juliol de 2013 | 18:00 | Semifinals 100 m. braça (homes)              |
| 28 de juliol de 2013 | 18:00 | Final relleus 4x100 m. lliures (dones)       |
| 28 de juliol de 2013 | 18:00 | Final relleus 4x100 m. lliures (homes)       |
| 29 de juliol de 2013 | 10:00 | Preliminars 100 m. esquena (dones)           |
| 29 de juliol de 2013 | 10:00 | Preliminars 100 m. esquena (homes)           |
| 29 de juliol de 2013 | 10:00 | Preliminars 100 m. braça (dones)             |
| 29 de juliol de 2013 | 10:00 | Preliminars 200 m. lliures (homes)           |
| 29 de juliol de 2013 | 10:00 | Preliminars 1500 m. lliures (dones)          |
| 29 de juliol de 2013 | 18:00 | Final 100 m. braça (homes)                   |
| 29 de juliol de 2013 | 18:00 | Final 100 m. papallona (dones)               |
| 29 de juliol de 2013 | 18:00 | Semifinals 100 m. esquena (homes)            |
| 29 de juliol de 2013 | 18:00 | Semifinals 100 m. braça (dones)              |
| 29 de juliol de 2013 | 18:00 | Final 50 m. papallona (homes)                |
| 29 de juliol de 2013 | 18:00 | Semifinals 100 m. esquena (dones)            |
| 29 de juliol de 2013 | 18:00 | Semifinals 200 m. lliures (homes)            |
| 29 de juliol de 2013 | 18:00 | Final 200 m. estils (dones)                  |
| 30 de juliol de 2013 | 10:00 | Preliminars 50 m. braça (homes)              |
| 30 de juliol de 2013 | 10:00 | Preliminars 200 m. lliures (dones)           |
| 30 de juliol de 2013 | 10:00 | Preliminars 200 m. papallona (homes)         |
| 30 de juliol de 2013 | 10:00 | Preliminars 800 m. lliures (homes)           |
| 30 de juliol de 2013 | 18:00 | Final 200 m. lliures (homes)                 |
| 30 de juliol de 2013 | 18:00 | Final 100 m. esquena (dones)                 |
| 30 de juliol de 2013 | 18:00 | Semifinals 50 m. braça (homes)               |
| 30 de juliol de 2013 | 18:00 | Final 1500 m. lliures (dones)                |
| 30 de juliol de 2013 | 18:00 | Final 100 m. esquena (homes)                 |
| 30 de juliol de 2013 | 18:00 | Semifinals 200 m. lliures (dones)            |
| 30 de juliol de 2013 | 18:00 | Semifinals 200 m. papallona (homes)          |
| 30 de juliol de 2013 | 18:00 | Final 100 m. esquena (dones)                 |
| 31 de juliol de 2013 | 10:00 | Preliminars 50 m. esquena (dones)            |
| 31 de juliol de 2013 | 10:00 | Preliminars 100 m. lliures (homes)           |
| 31 de juliol de 2013 | 10:00 | Preliminars 200 m. papallona (dones)         |
| 31 de juliol de 2013 | 10:00 | Preliminars 200 m. estils (homes)            |
| 31 de juliol de 2013 | 18:00 | Semifinals 100 m. lliures (homes)            |
| 31 de juliol de 2013 | 18:00 | Semifinals 50 m. esquena (dones)             |
| 31 de juliol de 2013 | 18:00 | Final 200 m. papallona (homes)               |
| 31 de juliol de 2013 | 18:00 | Final 200 m. lliures (dones)                 |
| 31 de juliol de 2013 | 18:00 | Final 50 m. braça (homes)                    |
| 31 de juliol de 2013 | 18:00 | Semifinals 200 m. papallona (dones)          |
| 31 de juliol de 2013 | 18:00 | Semifinals 200 m. estils (homes)             |
| 31 de juliol de 2013 | 18:00 | Final 800 m. lliures (dones)                 |

| Data              | Hora  | Prova                                        |
| ----------------- | ----- | -------------------------------------------- |
| 1 d'agost de 2013 | 10:00 | Preliminars 100 m. lliures (dones)           |
| 1 d'agost de 2013 | 10:00 | Preliminars 200 m. esquena (homes)           |
| 1 d'agost de 2013 | 10:00 | Preliminars 200 m. braça (dones)             |
| 1 d'agost de 2013 | 10:00 | Preliminars 200 m. braça (homes)             |
| 1 d'agost de 2013 | 10:00 | Preliminars relleus 4x200 m. lliures (dones) |
| 1 d'agost de 2013 | 18:00 | Semifinal 100 m. lliures (dones)             |
| 1 d'agost de 2013 | 18:00 | Final 200 m. estils (homes)                  |
| 1 d'agost de 2013 | 18:00 | Semifinals 200 m. braça (dones)              |
| 1 d'agost de 2013 | 18:00 | Final 100 m. lliures (homes)                 |
| 1 d'agost de 2013 | 18:00 | Final 200 m. papallona (dones)               |
| 1 d'agost de 2013 | 18:00 | Semifinals 200 m. braça (homes)              |
| 1 d'agost de 2013 | 18:00 | Final 50 m. esquena (dones)                  |
| 1 d'agost de 2013 | 18:00 | Semifinals 200 m. esquena (homes)            |
| 1 d'agost de 2013 | 18:00 | Final relleus 4x200 m. lliures (dones)       |
| 2 d'agost de 2013 | 10:00 | Preliminars 50 m. lliures (homes)            |
| 2 d'agost de 2013 | 10:00 | Preliminars 50 m. papallona (dones)          |
| 2 d'agost de 2013 | 10:00 | Preliminars 100 m. papallona (homes)         |
| 2 d'agost de 2013 | 10:00 | Preliminars 200 m. esquena (dones)           |
| 2 d'agost de 2013 | 10:00 | Preliminars relleus 4x200 m. lliures (dones) |
| 2 d'agost de 2013 | 10:00 | Preliminars 800 m. lliures (dones)           |
| 2 d'agost de 2013 | 18:00 | Final 100 m. lliures (dones)                 |
| 2 d'agost de 2013 | 18:00 | Final 200 m. esquena (homes)                 |
| 2 d'agost de 2013 | 18:00 | Semifinals 200 m. esquena (dones)            |
| 2 d'agost de 2013 | 18:00 | Semifinals 50 m. lliures (homes)             |
| 2 d'agost de 2013 | 18:00 | Final 200 m. braça (dones)                   |
| 2 d'agost de 2013 | 18:00 | Semifinals 100 m. papallona (homes)          |
| 2 d'agost de 2013 | 18:00 | Semifinals 50 m. papllona (dones)            |
| 2 d'agost de 2013 | 18:00 | Final 200 m. braça (homes)                   |
| 2 d'agost de 2013 | 18:00 | Final relleus 4x200 m. lliures (homes)       |
| 3 d'agost de 2013 | 10:00 | Preliminars 50 m. lliures (dones)            |
| 3 d'agost de 2013 | 10:00 | Preliminars 50 m. esquena (homes)            |
| 3 d'agost de 2013 | 10:00 | Preliminars 50 m. esquena (dones)            |
| 3 d'agost de 2013 | 10:00 | Preliminars 1500 m. lliures (homes)          |
| 3 d'agost de 2013 | 18:00 | Final 50 m. papallona (dones)                |
| 3 d'agost de 2013 | 18:00 | Final 50 m. lliures (homes)                  |
| 3 d'agost de 2013 | 18:00 | Final 200 m. esquena (dones)                 |
| 3 d'agost de 2013 | 18:00 | Semifinals 50 m. braça (dones)               |
| 3 d'agost de 2013 | 18:00 | Final 100 m. papallona (homes)               |
| 3 d'agost de 2013 | 18:00 | Semifinals 50 m. lliures (dones)             |
| 3 d'agost de 2013 | 18:00 | Semifinals 50 m. esquena (homes)             |
| 3 d'agost de 2013 | 18:00 | Final 800 m. lliures (dones)                 |
| 4 d'agost de 2013 | 10:00 | Preliminars 400 m. estils (homes)            |
| 4 d'agost de 2013 | 10:00 | Preliminars 400 m. estils (dones)            |
| 4 d'agost de 2013 | 10:00 | Preliminars relleus 4x100 m. estils (homes)  |
| 4 d'agost de 2013 | 10:00 | Preliminars relleus 4x100 m. estils (dones)  |
| 4 d'agost de 2013 | 18:00 | Final 50 m. esquena (homes)                  |
| 4 d'agost de 2013 | 18:00 | Final 50 m. braça (dones)                    |
| 4 d'agost de 2013 | 18:00 | Final 400 m. estils (homes)                  |
| 4 d'agost de 2013 | 18:00 | Final 50 m. lliures (dones)                  |
| 4 d'agost de 2013 | 18:00 | Final 1500 m. lliures (homes)                |
| 4 d'agost de 2013 | 18:00 | Final 400 m. estils (dones)                  |
| 4 d'agost de 2013 | 18:00 | Final relleus 4x100 estils (homes)           |
| 4 d'agost de 2013 | 18:00 | Final relleus 4x100 estils (dones)           |

|}

## Resum de medalles

### Categoria masculina
| Event                   | Or | Or           | Plata | Plata        | Bronze | Bronze        |
| 50 m lliures            | César Cielo | 21,32        | Vladimir Morozov | 21,47 (RN)   | George Bovell                                                                                              | 21,51         |
| 100 m lliures           | James Magnussen                                                                                                 | 47,71        | Jimmy Feigen | 47,82        | Nathan Adrian                                                                                              | 47,84         |
| 200 m lliures           | Yannick Agnel                                                                                                   | 1:44,20      | Conor Dwyer | 1:45,32      | Danila Izotov                                                                                              | 1:45,59       |
| 400 m lliures           | Sun Yang | 3:41,59      | Kosuke Hagino | 3:44,82 (RN) | Connor Jaeger                                                                                              | 3:44,85       |
| 800 m lliures           | Sun Yang | 7:41,36      | Michael McBroom | 7:43,60 (RN) | Ryan Cochrane                                                                                              | 7:43,70       |
| 1500 m lliures          | Sun Yang | 14:41,15     | Ryan Cochrane | 14:42,48     | Gregorio Paltrinieri                                                                                       | 14:45,37 (RN) |
|                         | |              | |              | |               |
| 50 m esquena            | Camille Lacourt                                                                                                 | 24,42        | Matt Grevers · Jérémy Stravius                                                                                        | 24,54        | no es concedí                                                                                              |               |
| 100 m esquena           | Matt Grevers | 52,93        | David Plummer | 53,12        | Jérémy Stravius                                                                                            | 53,21         |
| 200 m esquena           | Ryan Lochte | 1:53,79      | Radosław Kawęcki | 1:54,24 (EU) | Tyler Clary                                                                                                | 1:54,64       |
|                         | |              | |              | |               |
| 50 m braça              | Cameron van der Burgh                                                                                           | 26,77        | Christian Sprenger | 26,78 (OC)   | Giulio Zorzi                                                                                               | 27,04         |
| 100 m braça             | Christian Sprenger                                                                                              | 58,79        | Cameron van der Burgh                                                                                                 | 58,97        | Felipe Lima                                                                                                | 59,65         |
| 200 m braça             | Dániel Gyurta                                                                                                   | 2:07,23 (RC) | Marco Koch | 2:08,54      | Matti Mattsson                                                                                             | 2:08,95 (RN)  |
|                         | |              | |              | |               |
| 50 m papallona          | César Cielo | 23,01        | Eugene Godsoe | 23,05        | Frédérick Bousquet                                                                                         | 23,11         |
| 100 m papallona         | Chad le Clos | 51,06        | László Cseh | 51,45 (RN)   | Konrad Czerniak                                                                                            | 51,46         |
| 200 m papallona         | Chad le Clos | 1:54,32      | Paweł Korzeniowski | 1:55,01      | Wu Peng | 1:55,09       |
|                         | |              | |              | |               |
| 200 m estils            | Ryan Lochte | 1:54,98      | Kosuke Hagino | 1:56,29      | Thiago Pereira                                                                                             | 1:56,30       |
| 400 m estils            | Daiya Seto | 4:08,69      | Chase Kalisz | 4:09,22      | Thiago Pereira                                                                                             | 4:09,48       |
|                         | |              | |              | |               |
| relleus 4×100 m lliures | FrançaYannick Agnel (48,76) · Florent Manaudou (47,93) · Fabien Gilot (46,90) · Jérémy Stravius (47,59)         | 3:11,18      | Estats UnitsNathan Adrian (47,95) · Ryan Lochte (47,80) · Anthony Ervin (47,44) · Jimmy Feigen (48,23)                | 3:11,42      | RússiaAndrei Gretxin (48,09) · Nikita Lobintsev (47,91) · Vladimir Morozov (47,40) · Danila Izotov (48,04) | 3:11,44       |
| relleus 4×200 m lliures | Estats UnitsConor Dwyer (1:45,76) · Ryan Lochte (1:44,98) · Charlie Houchin (1:45,59) · Ricky Berens (1:45,39)  | 7:01,72      | RússiaDanila Izotov (1:45,14) · Nikita Lobintsev (1:46,23) · Artem Lobuzov (1:46,16) · Alexander Sukhorukov (1:46,39) | 7:03,92      | R.P. de la XinaWang Shun (1:47,41) · Hao Yun (1:47,25) · Li Yunqi (1:46,92) · Sun Yang (1:43,16)           | 7:04,74 (RN)  |
| relleus 4×100 m estils  | FrançaCamille Lacourt (53,23) · Giacomo Perez d'Ortona (59,26) · Jérémy Stravius (51,33) · Fabien Gilot (47,39) | 3:31,51      | AustràliaAshley Delaney (53,55) · Christian Sprenger (58,47) · Tommaso D'Orsogna (52,34) · James Magnussen (47,28)    | 3:31,64      | JapóRyosuke Irie (53,48) · Kosuke Kitajima (59,29) · Takuro Fujii (51,67) · Shinri Shioura (47,82)         | 3:32,26       |

- Llegenda: RM: rècord del Món; RC: rècord del campionat; RN: rècord Nacional; AS: rècord d'Àsia; EU: rècord d'Europa; AM: rècord d'Amèrica; AF: rècord d'Àfrica: OC: rècord d'Oceania

### Categoria femenina
| Event                   | Or | Or            | Plata | Plata         | Bronze | Bronze        |
| 50 m lliures            | Ranomi Kromowidjojo                                                                                                  | 24,05         | Cate Campbell | 24,14         | Francesca Halsall                                                                                                 | 24,30         |
| 100 m lliures           | Cate Campbell | 52,34         | Sarah Sjöström | 52,89         | Ranomi Kromowidjojo                                                                                               | 53,42         |
| 200 m lliures           | Missy Franklin | 1:54,81       | Federica Pellegrini                                                                                               | 1:55,14       | Camille Muffat | 1:55,72       |
| 400 m lliures           | Katie Ledecky | 3:59,82 (AM)  | Melanie Costa | 4:02,47 (RN)  | Lauren Boyle | 4:03,89       |
| 800 m lliures           | Katie Ledecky | 8:13,86 (RM)  | Lotte Friis | 8:16,32       | Lauren Boyle | 8:18,58 (OC)  |
| 1500 m lliures          | Katie Ledecky | 15:36,53 (RM) | Lotte Friis | 15:38,88 (EU) | Lauren Boyle | 15:44,71 (OC) |
|                         | |               | |               | |               |
| 50 m esquena            | Zhao Jing | 27,29         | Fu Yuanhui | 27,39         | Aya Terakawa | 27,53         |
| 100 m esquena           | Missy Franklin | 58,42         | Emily Seebohm | 59,06         | Aya Terakawa | 59,23         |
| 200 m esquena           | Missy Franklin | 2:04,76 (RC)  | Belinda Hocking                                                                                                   | 2:06,66       | Hilary Caldwell                                                                                                   | 2:06,80 (RN)  |
|                         | |               | |               | |               |
| 50 m braça              | Yuliya Yefimova | 29,52         | Rūta Meilutytė | 29,59         | Jessica Hardy | 29,80         |
| 100 m braça             | Rūta Meilutytė | 1:04,42       | Yuliya Yefimova                                                                                                   | 1:05,02 (RN)  | Jessica Hardy | 1:05,52       |
| 200 m braça             | Yuliya Yefimova | 2:19,41 (RN)  | Rikke Møller Pedersen                                                                                             | 2:20,08       | Micah Lawrence | 2:22,37       |
|                         | |               | |               | |               |
| 50 m papallona          | Jeanette Ottesen | 25,24         | Lu Ying | 25,42 (AS)    | Ranomi Kromowidjojo                                                                                               | 25,53         |
| 100 m papallona         | Sarah Sjöström | 56,53         | Alicia Coutts | 56,97         | Dana Vollmer | 57,24         |
| 200 m papallona         | Liu Zige | 2:04,59       | Mireia Belmonte                                                                                                   | 2:04,78       | Katinka Hosszú | 2:05,59       |
|                         | |               | |               | |               |
| 200 m estils            | Katinka Hosszú | 2:07,92       | Alicia Coutts | 2:09,39       | Mireia Belmonte                                                                                                   | 2:09,45 (RN)  |
| 400 m estils            | Katinka Hosszú | 4:30,41       | Mireia Belmonte                                                                                                   | 4:31,21       | Elizabeth Beisel                                                                                                  | 4:31,69       |
|                         | |               | |               | |               |
| relleus 4×100 m lliures | Estats UnitsMissy Franklin (53,51) · Natalie Coughlin (52,98) · Shannon Vreeland (53,22) · Megan Romano (52,60)      | 3:32,31 (AM)  | AustràliaCate Campbell (52,33) (OC) · Bronte Campbell (53,47) · Emma McKeon (53,19) · Alicia Coutts (53,44)       | 3:32,43 (OC)  | Països BaixosElise Bouwens (55,68) · Femke Heemskerk (52,86) · Inge Dekker (54,58) · Ranomi Kromowidjojo (52,65)  | 3:35,77       |
| relleus 4×200 m lliures | Estats UnitsKatie Ledecky (1:56,32) · Shannon Vreeland (1:56,97) · Karlee Bispo (1:57,58) · Missy Franklin (1:54,27) | 7:45,14       | AustràliaBronte Barratt (1:57,04) · Kylie Palmer (1:56,29) · Brittany Elmslie (1:56,42) · Alicia Coutts (1:57,33) | 7:47,08       | FrançaCamille Muffat (1:56,45) · Charlotte Bonnet (1:56,81) · Mylène Lazare (1:59,15) · Coralie Balmy (1:56,02)   | 7:48,43       |
| relleus 4×100 m estils  | Estats UnitsMissy Franklin (58,39) · Jessica Hardy (1:05,10) · Dana Vollmer (56,31) · Megan Romano (53,43)           | 3:53,23       | AustràliaEmily Seebohm (59,40) · Sally Foster (1:06,84) · Alicia Coutts (56,89) · Cate Campbell (52,09)           | 3:55,22       | RússiaDariya Ustinova (1:00,58) · Yuliya Yefimova (1:04,82) · Svetlana Chimrova (57,64) · Veronika Popova (53,43) | 3:56,47       |

- Llegenda: RM: rècord del Món; RC: rècord del campionat; RN: rècord Nacional; AS: rècord d'Àsia; EU: rècord d'Europa; AM: rècord d'Amèrica; AF: rècord d'Àfrica: OC: rècord d'Oceania

## Medaller
| Posició | País              | Or | Plata | Bronze | Total |
| 1       | Estats Units      | 13 | 8     | 8      | 29    |
| 2       | R.P. de la Xina   | 5  | 2     | 2      | 9     |
| 3       | França            | 4  | 1     | 4      | 9     |
| 4       | Austràlia         | 3  | 10    | 0      | 13    |
| 5       | Hongria           | 3  | 1     | 1      | 5     |
| 5       | Sud-àfrica        | 3  | 1     | 1      | 5     |
| 7       | Rússia            | 2  | 3     | 3      | 8     |
| 8       | Brasil            | 2  | 0     | 3      | 5     |
| 9       | Dinamarca         | 1  | 3     | 0      | 4     |
| 10      | Japó              | 1  | 2     | 3      | 6     |
| 11      | Suècia            | 1  | 1     | 0      | 2     |
| 12      | Lituània          | 1  | 1     | 0      | 2     |
| 13      | Països Baixos     | 1  | 0     | 3      | 4     |
| 14      | Espanya           | 0  | 3     | 1      | 4     |
| 15      | Polònia           | 0  | 2     | 1      | 3     |
| 16      | Canadà            | 0  | 1     | 2      | 3     |
| 17      | Itàlia            | 0  | 1     | 1      | 2     |
| 18      | Alemanya          | 0  | 1     | 0      | 1     |
| 19      | Nova Zelanda      | 0  | 0     | 3      | 3     |
| 20      | Finlàndia         | 0  | 0     | 1      | 1     |
| 20      | Regne Unit        | 0  | 0     | 1      | 1     |
| 20      | Trinitat i Tobago | 0  | 0     | 1      | 1     |
| Total   | Total             | 40 | 41    | 39     | 120   |

## Rècords
Els següents rècords van ser trencats en el curs de l'esdeveniment.

### Rècords del Món
| Data         | Prova                                | Temps    | Nom                   | Nació        |
| ------------ | ------------------------------------ | -------- | --------------------- | ------------ |
| 29 de juliol | 100 metres braça femení - semifinals | 1:04,35  | Rūta Meilutytė        | Lituània     |
| 30 de juliol | 1500 metres femení - final           | 15:36,53 | Katie Ledecky         | Estats Units |
| 1 d'agost    | 20 metres braça femení - semifinal   | 2:19,11  | Rikke Møller Pedersen | Dinamarca    |
| 3 d'agost    | 50 metres braça femení - preliminars | 29:78    | Yuliya Yefimova       | Rússia       |
| 3 d'agost    | 50 metres braça femení - semifinals  | 29,48    | Rūta Meilutytė        | Lituània     |
| 3 d'agost    | 800 metres lliures femení - final    | 8:13,86  | Katie Ledecky         | Estats Units |

### Rècords del campionat
| Data         | Prova                                | Temps   | Nom            | Nació        |
| ------------ | ------------------------------------ | ------- | -------------- | ------------ |
| 29 de juliol | 100 metres braça femení - semifinals | 29,97   | Rūta Meilutytė | Lituània     |
| 2 d'agost    | 200 metres braça masculí - final     | 2:07,23 | Dániel Gyurta  | Hongria      |
| 3 d'agost    | 200 metres esquena femení - final    | 2:04,76 | Missy Franklin | Estats Units |